# Ulan-Ude
Ulan-Ude (russisch Улан-Удэ; burjatisch Улаан-Үдэ, Ulaan-Ùde) ist die Hauptstadt der russischen Teilrepublik Burjatien im südöstlichen Sibirien. Sie hat 430.000 Einwohner und ist das kulturelle, politische und wirtschaftliche Zentrum der Region. Als Eisenbahnknoten in Russisch-Fernost ist die Stadt international bekannt.

## Geographie

### Lage
Ulan-Ude liegt etwa 4400 km östlich von Moskau, 150 km südöstlich des Baikalsees und auf etwa 600 m ü. Meer an der Mündung der Uda in die Selenga. Die Grenze zur Mongolei liegt etwa 200 km südlich.

### Stadtgliederung
Die Stadt gliedert sich in die Stadtbezirke (Rajons):
- Sowjetski rajon (burjat. Зүблэлтын хороо)
- Schelesnodoroschny rajon (burjat. Түмэр замай хороо)
- Oktjabrskij rajon (burjat. Октябриин хороо)

### Klima
Das Klima ist typisch für Sibirien an der Grenze zwischen semiarid (BSk), monsun-kontinental (Dwb) und subarktisch (Dwc) mit langen, eisig kalten und trockenen Wintern und mäßig langen, sehr warmen und feuchten Sommern, obwohl die Wintertemperaturen weniger extrem als weiter nördlich sind.
|                       | Jan   | Feb   | Mär   | Apr  | Mai  | Jun  | Jul  | Aug  | Sep  | Okt  | Nov   | Dez   |   |      |
| Mittl. Tagesmax. (°C) | −18,3 | −12,9 | −1,2  | 8,7  | 18,0 | 24,0 | 25,7 | 23,2 | 16,2 | 6,2  | −5,8  | −14,7 | ⌀ | 5,8  |
| Mittl. Tagesmin. (°C) | −28,6 | −26,1 | −15,1 | −4,6 | 2,5  | 9,4  | 13,3 | 11,1 | 3,7  | −4,9 | −15,6 | −23,9 | ⌀ | −6,5 |
|                       |       |       |       |      |      |      |      |      |      |      |       |       |   |      |
| Niederschlag (mm)     | 5     | 3     | 2     | 7    | 13   | 40   | 72   | 59   | 27   | 8    | 10    | 12    | Σ | 258  |
|                       |       |       |       |      |      |      |      |      |      |      |       |       |   |      |
| Regentage (d)         | 1     | 1     | 1     | 2    | 3    | 6    | 9    | 7    | 5    | 2    | 3     | 3     | Σ | 43   |

| −28,6 |

| −26,1 |

| −15,1 |

| −4,6 |

| 2,5 |

| 9,4 |

| 13,3 |

| 11,1 |

| 3,7 |

| −4,9 |

| −15,6 |

| −23,9 |

| −28,6 |

| −26,1 |

| −15,1 |

| −4,6 |

| 2,5 |

| 9,4 |

| 13,3 |

| 11,1 |

| 3,7 |

| −4,9 |

| −15,6 |

| −23,9 |

## Wirtschaft

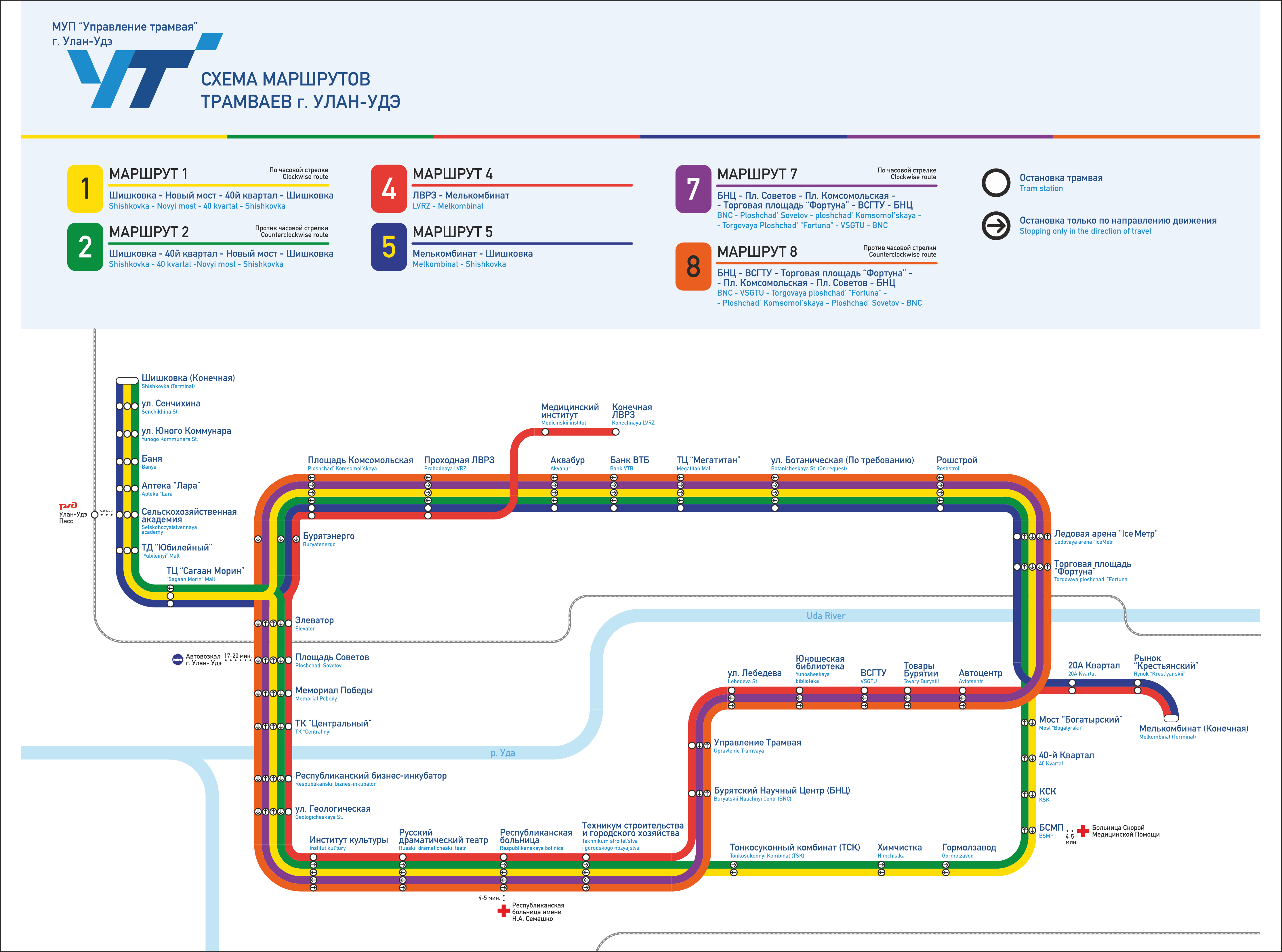
Straßenbahnlinienplan Ende 2021

Ulan-Ude ist ein Verkehrsknotenpunkt an der Verzweigung der Transsibirischen und der Transmongolischen Eisenbahn. Die Stadt ist das Kultur- und Wirtschaftszentrum von Transbaikalien. Der innerstädtische öffentliche Verkehr besteht aus einem Straßenbahnnetz sowie Bus- und Marschrutka-Linien. Zudem befindet sich hier das Staatliche Flugzeugwerk Nr. 99, das u. a. auch Mil Mi-14, Mil Mi-8 sowie die Suchoi Su-25 produziert.

## Verkehr
Die Fernstraße R258, die in Tschita ihren Anfang nimmt und einen Teilabschnitt der asiatischen Fernstraße AH6 darstellt, verläuft durch die Stadt. In Ulan-Ude beginnt die Fernstraße föderaler Bedeutung A340. Sie verbindet die Republik Burjatien über 245 Kilometer mit der Grenze zur Mongolei bei Kjachta. Sie ist Teil des Asian Highway AH3. Der Flughafen Baikal ist der größte der Teilrepublik Burjatien und liegt 15 km westlich der Stadt.

## Geschichte
Die Siedlung Udinskoje (russisch Уди́нское) wurde 1666 als Überwinterungsstation von Kosaken an der Uda, einem Nebenfluss der Selenga, gegründet und 1775 als Werchneudinsk (russisch Верхнеуди́нск) zur Stadt erhoben. Nach einem großen Brand 1878 wurde die Stadt komplett neu aufgebaut. Von 1923 bis 1992 war sie Hauptstadt der Burjatischen ASSR innerhalb der RSFSR, seit dem 27. Juli 1934 unter ihrem heutigen Namen Ulan-Ude (burjatisch für Rote Uda). Heute ist die Stadt Hauptstadt der autonomen Republik Burjatien innerhalb Russlands.

### Bevölkerungsentwicklung

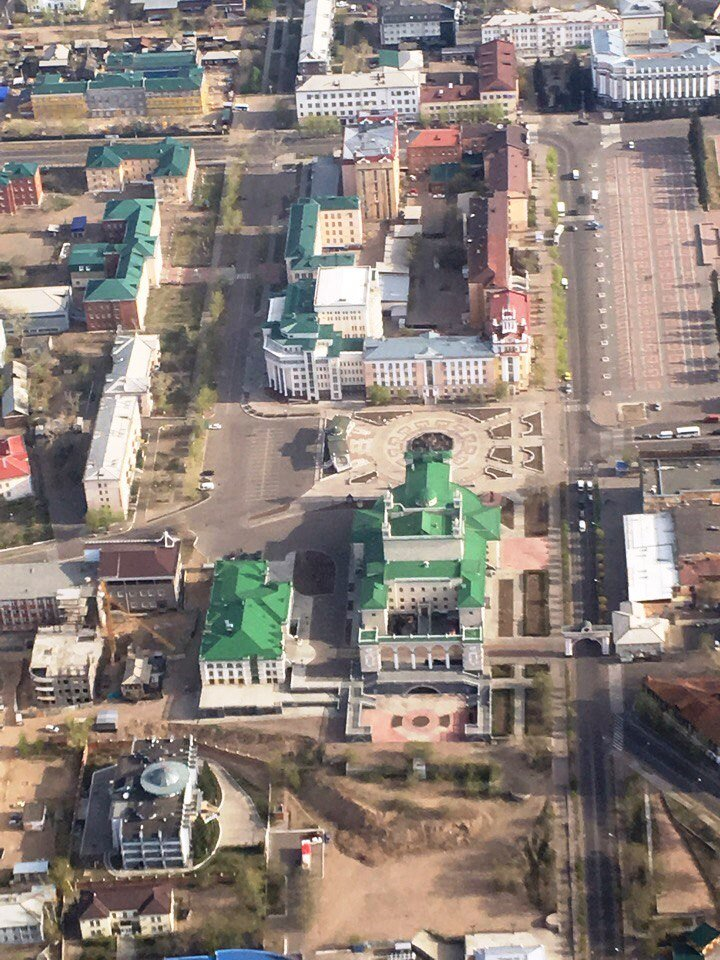
Das Zentrum von Ulan-Ude aus der Vogelperspektive

| Jahr | Einwohner |
| ---- | --------- |
| 1897 | 8.086     |
| 1926 | 33.713    |
| 1939 | 125.690   |
| 1959 | 175.172   |
| 1970 | 253.569   |
| 1979 | 300.370   |
| 1989 | 352.530   |
| 2002 | 359.391   |
| 2010 | 404.426   |
| 2020 | 439.128   |

Anmerkung: Volkszählungsdaten

## Sehenswürdigkeiten

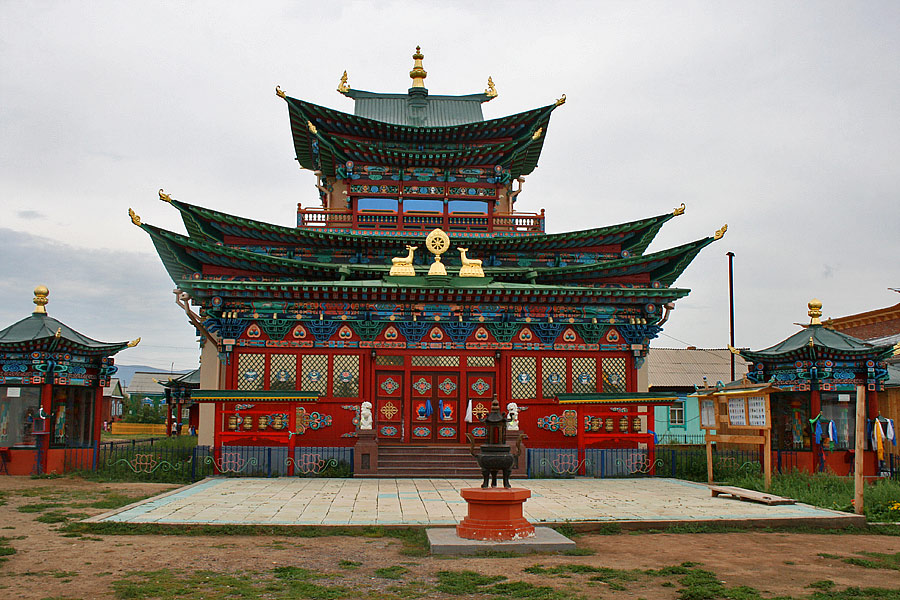
Buddhistisches Kloster Iwolginski Dazan
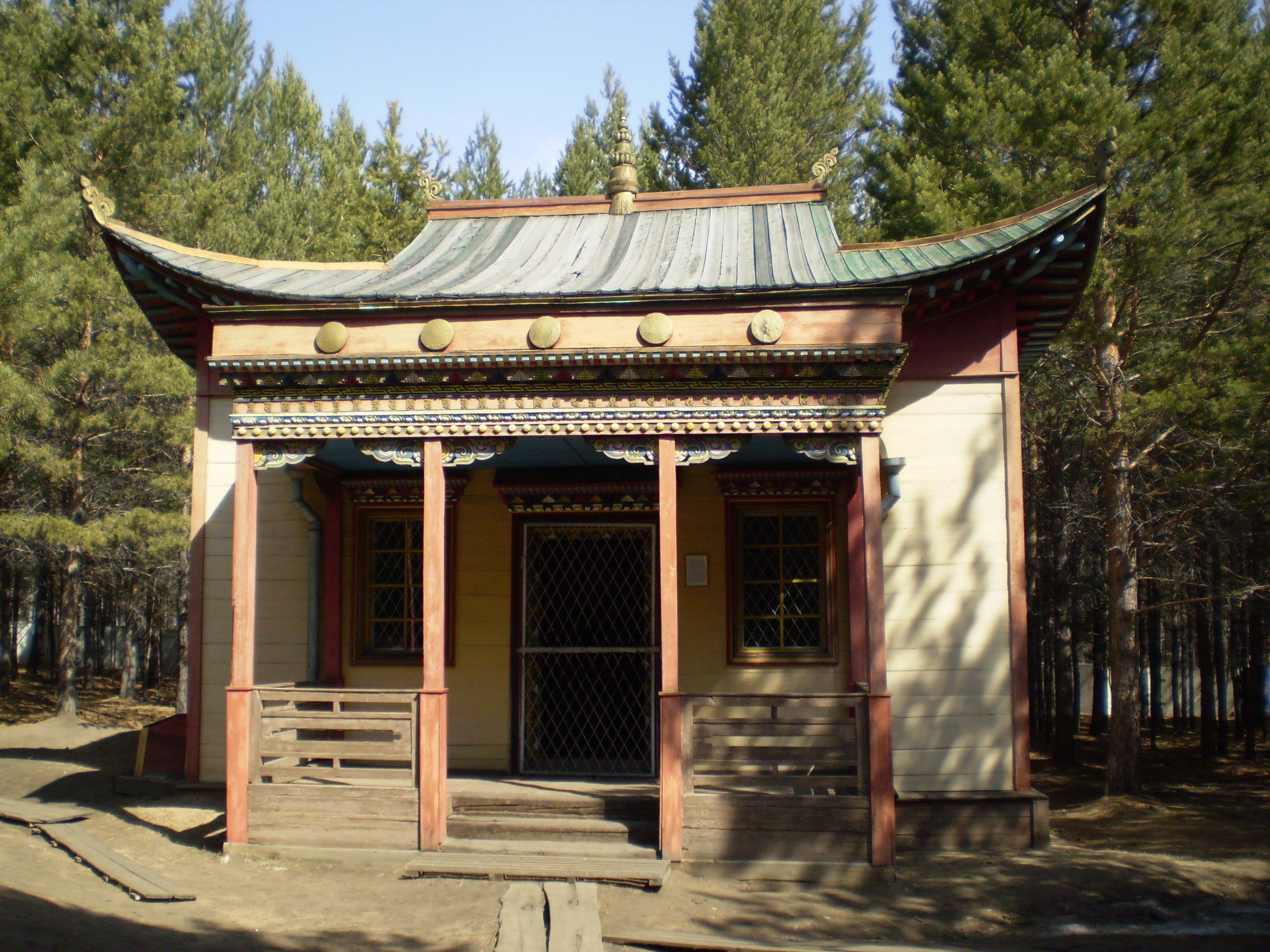
Ethnografisches Museum
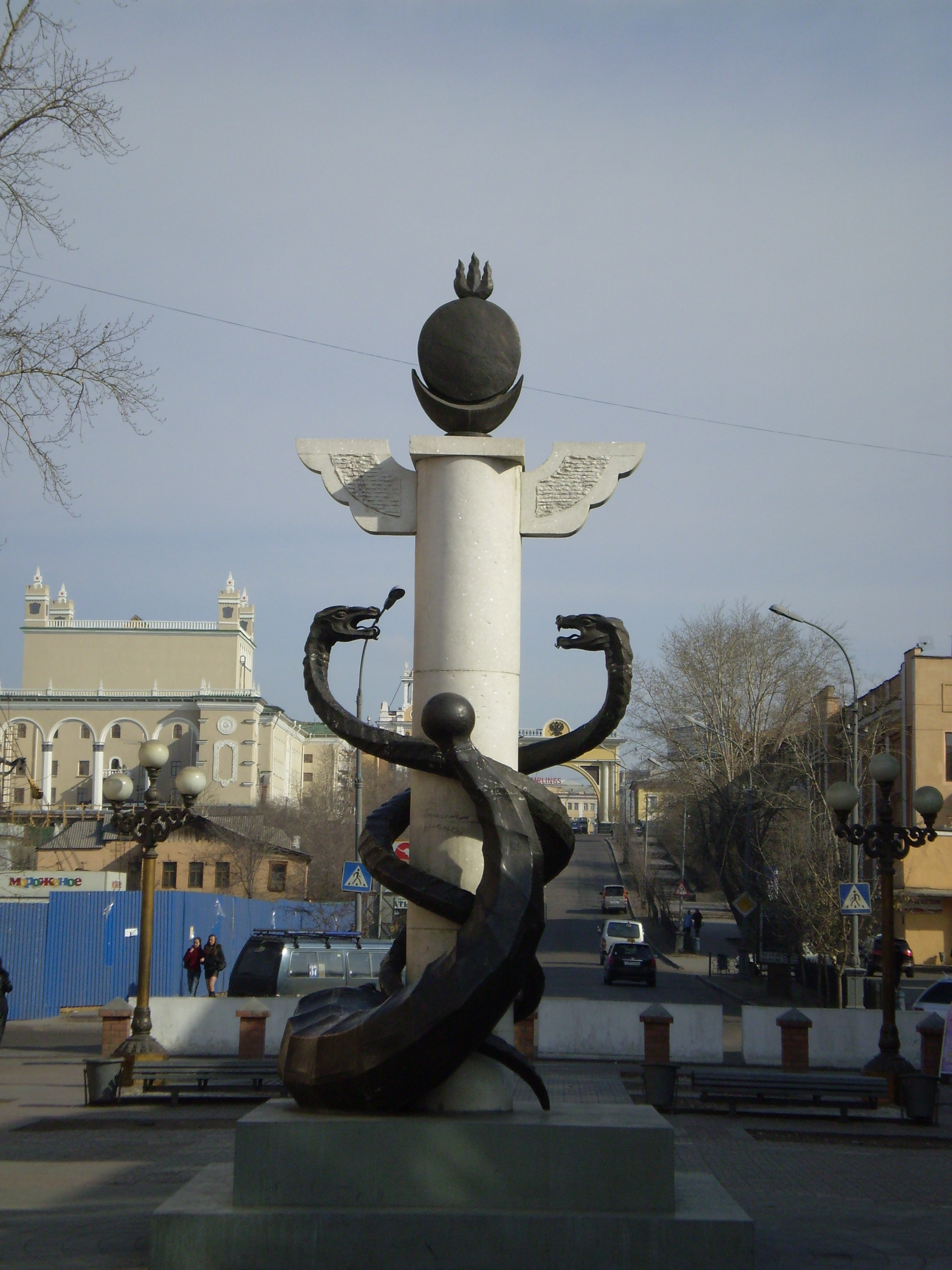
Fußgängerzone in Ulan-Ude mit Denkmal
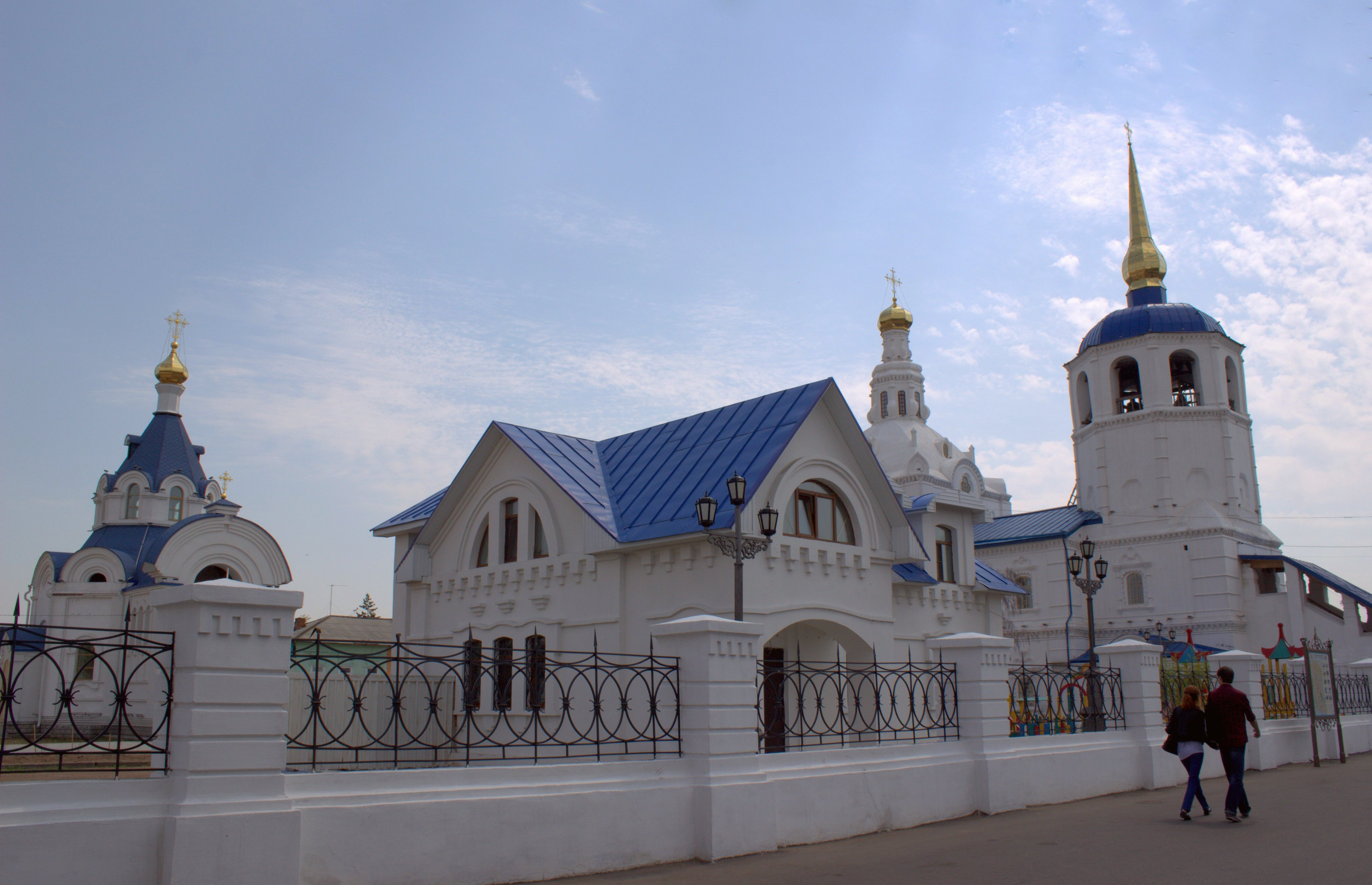
Hodegetria-Kathedrale
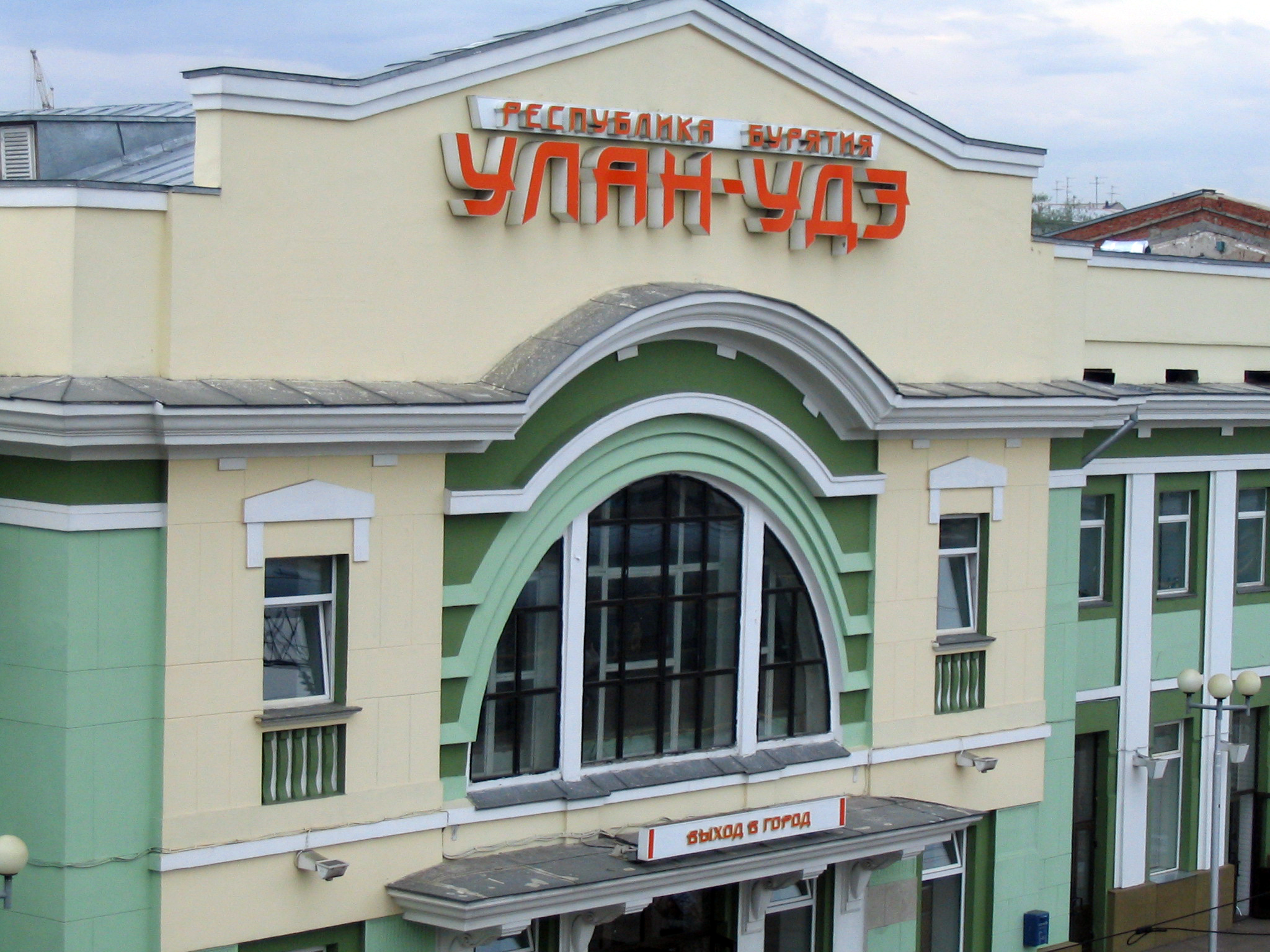
Das Bahnhofsgebäude von Ulan-Ude
Lenin-Denkmal in Ulan-Ude

Unweit von Ulan-Ude, in der Nähe des Dörfchens Iwolginsk, befindet sich ein buddhistisches Kloster (Iwolginski Dazan).
Acht Kilometer nordöstlich der Stadt liegt das Ethnografische Museum Transbaikaliens, das von der historischen Präsenz verschiedener Volksgruppen in der Region zeugt:
- der Russen (62 %),
- der Ewenken, der Ureinwohner der Region,
- der Burjaten, eines mongolischstämmigen Volkes, das sich traditionell zum Vajrayana-Buddhismus bekennt,
- der Semeiskije, einer Glaubensgemeinschaft von so genannten Altgläubigen, deren Kultur 2001 von der UNESCO unter der Bezeichnung „Der Kulturraum und die mündliche Kultur der Semeiskije“ in die Liste der „Meisterwerke des mündlichen und immateriellen Erbes der Menschheit“ aufgenommen wurde.

Am südwestlichen Stadtrand liegt die „Hunnenstadt“ (Iwolginsker Ringwallsiedlung) mit den Resten einer Stadt der Xiongnu aus dem 3.–1. vorchristlichen Jahrhundert, einer der größten archäologischen Stätten der Region.
Bekannt ist die Stadt auch für ihr monumentales Lenindenkmal. Mit einer Gesichtshöhe von 7,70 Metern und etwa 42 Tonnen Gewicht ist dieses Denkmal die größte Porträtbüste der Welt. Das Denkmal wurde 1970 zum 100. Geburtstag von Lenin erbaut, die der Bildhauer Georgij Neroda erschaffen hat.
In Ulan-Ude finden sich auch mehrere orthodoxe Kirchengebäude, darunter auch die Hodegetria-Kathedrale (Odigitrijewski sobor).

## Weiterführende Bildungseinrichtungen
Ulan-Ude ist Sitz mehrerer Universitäten und Hochschulen.
- Burjatische Staatliche Universität (Mitglied der Universität der Arktis)
- Abteilung für Fernausbildung Ulan-Ude der Irkutsker Hochschule des Innenministeriums Russlands
- Burjatische Staatliche Landwirtschaftliche Akademie
- Filiale der Nowosibirsker Staatlichen Akademie für Ökonomie und Recht
- Filiale der Sibirischen Staatlichen Universität für Telekommunikation und Informatik
- Ostsibirische Staatliche Akademie für Kultur und Kunst
- Ostsibirische Staatliche Technologische Universität

## Städtepartnerschaften
Ulan-Ude listet folgende siebzehn Partnerstädte auf:
| Stadt       | Land                    | seit |
| ----------- | ----------------------- | ---- |
| Anyang      | Südkorea                | 1997 |
| Changchun   | Volksrepublik China     | 2000 |
| Darchan     | Mongolei                | 1967 |
| Donezk      | Ukraine                 | 2011 |
| Erdenet     | Mongolei                | 2002 |
| Eren Hot    | Volksrepublik China     | 2011 |
| Haeju       | Nordkorea               | 2012 |
| Hohhot      | Volksrepublik China     | 2000 |
| Hulun Buir  | Volksrepublik China     | 2015 |
| Lanzhou     | Volksrepublik China     | 2016 |
| Manjur      | Volksrepublik China     | 1993 |
| Rumoi       | Japan                   | 1972 |
| Taipeh      | Republik China (Taiwan) | 1996 |
| Ulaanbaatar | Mongolei                | 2000 |
| Ulanqab     | Volksrepublik China     | 2018 |
| Yamagata    | Japan                   | 1991 |
| Yeongwol    | Südkorea                | 2014 |

## Militär
In Ulan-Ude ist die 11. Luftsturm-Brigade der russischen Luftlandetruppen stationiert.
In der Zeit vom Februar 1959 bis Juni 1959  wurde in Ulan-Ude der erste streng geheim gehaltene Ausbildungslehrgang für die zukünftigen leitenden und technischen höheren Offiziere der aufzustellenden Flugabwehrraketentruppen (FRT) der NVA durchgeführt, die dem Kommando Luftstreitkräfte und Luftverteidigung unterstellt werden sollten. Die erste einzuführende Technik war der Fla-Raketenkomplex S-75 „Dwina“. Am Lehrgang nahm ebenfalls Personal der Tschechoslowakischen und Polnischen Volksarmee teil.

## Persönlichkeiten

### Söhne und Töchter der Stadt
- Boris Schumjazki (1886–1938), Filmfunktionär
- Gennadi Gor (1907–1981), Schriftsteller
- Danzig Baldajew (1925–2005), Autor
- Engelsina Tscheschkowa (1928–2004), burjatische Historikerin und Orientalistin
- Wladimir Safronow (1934–1979), Boxer
- Matwei Burlakow (1935–2011), Generaloberst
- Wilikton Barannikow (1938–2007), Boxer
- Igor Chmelnow (1945–2023), Admiral
- Alexander Assejew (* 1946), Physiker und Hochschullehrer
- Juri Skuratow (* 1952), Jurist und Politiker
- Pawel Pegow (* 1956), Eisschnellläufer
- Pawel Jakowlew (* 1958), Mittel- und Langstreckenläufer
- Wladyslaw Trojizky (* 1964), ukrainischer Theaterschauspieler und - regisseur, Dramaturg und Radiomoderator
- Irina Pantajewa (* 1967), Fotomodel
- Rustam Temirgalijew (* 1976), Politiker
- Bator Sambuev (* 1980), russisch-kanadischer Schachspieler
- Ljubow Wolossowa (* 1982), Ringerin
- Wladimir Granat (* 1987), Fußballspieler
- Dmitri Maslejew (* 1988), Pianist, Gewinner des Tschaikowski-Wettbewerbs 2015
- Inna Stepanowa (* 1990), Bogenschützin
- Roman Tugarinow (* 1999), Fußballspieler
- Alexander Titow (* 2000), russisch-kirgisischer Eishockeyspieler

### Persönlichkeiten mit Bezug zur Stadt
- Bair Zybekdorschijew (* 1992), Bogenschütze